# Cristiano Otoni
Cristiano Otoni è un comune del Brasile nello Stato del Minas Gerais, parte della mesoregione Metropolitana di Belo Horizonte e della microregione di Conselheiro Lafaiete.